# Vanessa samani
Vanessa samani ist ein sehr seltener Schmetterling (Tagfalter) der Gattung Vanessa aus der Familie der Edelfalter (Nymphalidae). Er kommt nur auf Sumatra vor und ist nach dem malaiischen Sammler und langjährigen Diener von Bernhard Hagen, Saman benannt, der sich mit Begeisterung der Schmetterlingskunde gewidmet hatte.

## Merkmale

### Falter
Vanessa samani ist die hellste Art der Gattung Vanessa und mit einer Vorderflügellänge von 25 Millimetern beim Männchen und 23 Millimetern beim Weibchen recht klein. Die Grundfarbe der Flügeloberseite ist dunkel ockergelb und der Vorderflügel ist an der Basis und längs des Hinterrandes dunkel bestäubt. Der Apikalteil ist breit schwarz, vor der Mitte des Vorderrandes beginnend und stark gebuchtet, bis zum Hinterrand hinabziehend. Am Ende des ersten Drittels des Vorderrandes ist ein schwarzer dreieckiger, mit der Spitze in die Mittelzelle hineinragender Fleck. Ungefähr in der Mitte des ersten Medianastes sitzt ein weiterer schwarzer, rundlicher, gegen den Hinterrand gerichteter Fleck. Am Anfang des letzten Drittels des Vorderrandes, ungefähr in der Mitte des schwarzen Apikalteils, ist ein länglicher, ockergelber, gegen die Mitte des Außenrandes gerichteter Fleck. Zwischen ihm und dem Außenrand ist ein runder weißer Fleck.
Die Hinterflügel sind dunkel ockergelb, längs des oberen Randes schwärzlich, längs des Außenrandes mit einer Reihe schwärzlicher, dreieckiger Flecke, von denen der letzte im Analwinkel stehende doppelt und schwach silberblau bestäubt ist. Hinter dieser verläuft eine weitere, aus vier schwarzen Punkten bestehende Reihe.
Die Unterseite der Vorderflügel ähnelt der Oberseite, ist aber blasser. Das Schwarz der vorderen Flügelhälfte geht gegen den Apex hin in Graubraun über. In dem schwarzen Feld vor dem länglichen gelben Fleck am Anfang des letzten Drittels des Vorderrandes befindet sich ein feiner blauer, gebogener Strich.
Die Hinterflügel sind von beinahe derselben Farbe und Zeichnung wie bei Vanessa dejeanii. Nur sind die blau bestäubten Dreiecke vor dem Außenrand etwas weniger scharf und die dahinter stehende Augen- und Fleckenreihe nur durch eine Reihe gänzlich verwaschener Punkte repräsentiert, was bei dejeanii zwei völlig ausgebildete, gekernte Augen zwischen M1 und M2 sind.

## Geographische Verbreitung und Lebensraum
Vanessa samani kommt auf der indonesischen Insel Sumatra am Korintji und in den Karobergen auf 1000 bis 1200 Meter Höhe vor. Über die Lebensweise ist nichts bekannt. Neben der Erstbeschreibung von Hagen gibt es nur zwei Falter von 1912.

## Synonyme
- Pyrameis samani